# Psunj
A Psunj egy hegység Horvátországban, Szlavónia délnyugati részén, Pozsega-Szlavónia és Bród-Szávamente megyék határán.

## Fekvése
A Psunj a Pozsegai-völgységet körülölelő hegykoszorú szerves része. Sziluettje Novszkától Újgradiskáig követi az utat az autópályán és a Zágráb–Bród-vasútvonalon. A hegység északon a Ravna Goráig és a Papukig nyúlik, egyébként síkság veszi körül. Újradiškatól északra, Pakráctól délkeletre fekszik. Legmagasabb csúcsa a 985 méteres Brezovo polje, amely Pozsega-Szlavónia megyében található. A csúcs nyugati oldalán található egy 70 m magas acélszerkezetű tv-torony és számos kiegészítő létesítmény. 
A Psunj déli oldalán található az A3-as autópálya, nyugaton a D5-ös Okucsány–Bijela Stijena–Lipik–Pakrác-főút, keleten a Pozsegai-völgységbe ereszkedik le, északon pedig a Pakra folyó völgye és az Orljava határolja, amelyen keresztülhalad a D38-as Pakrác–Kamenska–Pozsega-főút, amelynek hágója a Bučje (365 m) a Psunjt a Papuk déli lejtőitől választja el. A Psunj mindkét oldalát csekély harántvölgyek szeldelik, a déli oldalán levő patakok azonban jóval hosszabbak és nagyobbak, mint az északi oldalon eredők. A Psunj különlegessége, hogy magasabb részei sokkal szelídebbek, mint a keskeny völgyek, amelyek sok helyen szurdok formájúak, oldalai 300–400 m magasak. A hegyekben sok helyen találhatók források.

## Kőzetei
A hegység paleozoikumi maggal rendelkezik, amelyet neogén üledékek vesznek körül. A hegy magasabb részeit erdő borítja, míg a hegyaljba szőlőket és gyümölcsösöket ültettek.
A Brezovo polje és Brusnik közelében régen grafitot bányásztak, a Koprivna közelében talkumot, Zavlaka és Grahovljani közelében kovakövet és kvarchomokot, Šeovica és Ivanovac közelében pedig gránit található. Geológiailag érdekesek azok a tektonikus repedések, amelyek Lipikben a hévforrások megjelenését okozták.

## Fordítás
Ez a szócikk részben vagy egészben  a   Psunj című horvát Wikipédia-szócikk ezen változatának fordításán alapul.  Az eredeti cikk szerkesztőit annak laptörténete sorolja fel. Ez a jelzés csupán a megfogalmazás eredetét és a szerzői jogokat jelzi, nem szolgál a cikkben szereplő információk forrásmegjelöléseként.